# Davidius miaotaiziensis
Davidius miaotaiziensis är en trollsländeart som beskrevs av Zhu, Yan och Li 1988. Davidius miaotaiziensis ingår i släktet Davidius och familjen flodtrollsländor. Inga underarter finns listade i Catalogue of Life.